# Jean-Christophe Yoccoz
Jean-Christophe Yoccoz, francoski matematik, * 29. maj 1957, Pariz, Francija, † 3. september 2016.
Leta 1994 je prejel Fieldsovo medaljo za svoje delo na področju dinamičnih sistemov.